# Моторика тонкой кишки
Мото́рика то́нкой кишки́ — совокупность движений (сокращений) тонкой кишки и её элементов в процессе её функционирования, двигательная активность тонкой кишки.
Моторика тонкой кишки обеспечивает перемешивание переваренной в предыдущих отделах желудочно-кишечного тракта пищи (химуса) с пищеварительными соками, перемешивание пристеночного слоя химуса, перемещение химуса по кишке в направлении толстой кишки, способствует всасыванию растворов из полости кишки в кровь и лимфу.

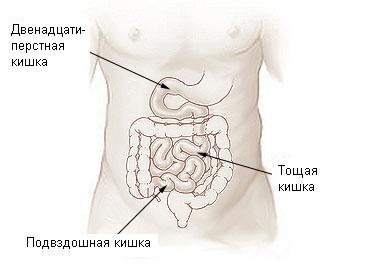
Расположение тонкой кишки в брюшной полости человека (показаны все отделы тонкой кишки: двенадцатиперстная кишка, тощая и подвздошная)

## Строение тонкой кишки человека

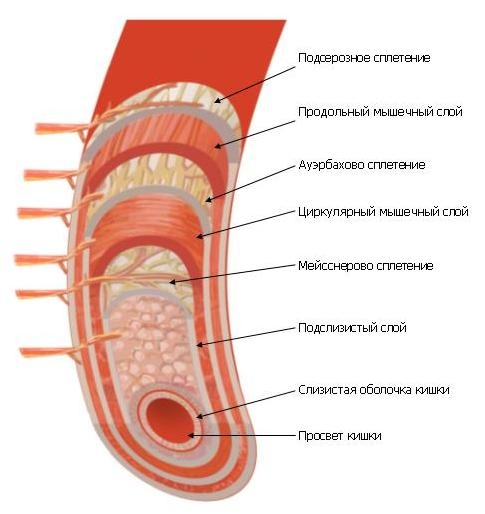
Строение стенки тонкой кишки человека. Показаны, в том числе, продольный и циркулярный мышечные слои

Тонкая кишка представляет собой трубчатый гладкомышечный орган. Тонкая кишка живого человека всегда находится под тоническим сокращением и в этом состоянии её длина примерно 240—440 см (у трупа — 600 см). Первая, следующая за желудком часть тонкой кишки называется двенадцатиперстной кишкой, следующая — тощей кишкой, последняя, переходящая в толстую кишку — подвздошной. Длина двенадцатиперстной кишки взрослого человека около 25—30 см. Соотношение длин тощей и подвздошной кишок — 2:3. Диаметр тонкой кишки от 4—6 см в её начале до 2—3 см в её окончании.
В стенке тонкой кишки располагаются два слоя мышечной ткани: внешний продольный и внутренний циркулярный. Кроме того, гладкомышечные клетки имеются в слизистой оболочке кишки.

## Моторная активность тонкой кишки
Двигательная активность тонкой кишки в целом имеет общие характеристики с другими отделами желудочно-кишечного тракта и, в первую очередь, с желудком. В области большого дуоденального сосочка находится водитель ритма первого порядка, который генерирует наиболее быстрый ритм, управляя, таким образом, моторной активностью всех отделов тонкой кишки.
Моторная активность тонкой кишки подразделяется на два вида: активность в межпищеварительный период (базисная) и активность после приёма пищи (стимулированная). Моторная активность тонкой кишки в межпищеварительный период имеет циклический вид и называется мигрирующим моторным комплексом.
Моторная активность состоит из перистальтической, перемещающей химус вдоль кишки, и перемешивающей, непропульсивной. К последней относятся ритмическая сегментация и маятникообразные сокращения кишки.
Различают фазовые и тонические сокращения. Фазовые сокращения отличаются высоким быстродействием, синхронизированное с воздействием, коррелирующее с ним. Фазовые сокращения являются ответом на возникающие потенциалы действия и их частота (несколько циклов в минуту) определяется частотой медленных волн, задаваемых, в свою очередь специфическими водителями ритма. Тонические сокращения есть результат изменения тонуса мышц.

### Перистальтические волны
Перистальтика представляет собой скоординированные волны сжатий (вплоть до полного перекрытия) и расширений кишки, распространяющиеся по направлению к толстой кишке и продвигающие в том же направлении химус. По скорости распространения различают очень медленные, медленные, быстрые и стремительные перистальтические волны. Как правило, перистальтические волны возникают в двенадцатиперстной кишке, но могут появляться и в тощей, и в подвздошной. Одновременно вдоль кишки продвигается несколько волн. Перистальтическая волна продвигается по кишке со скоростью 0,1—0,3 см/с, в двенадцатиперстной кишке её скорость больше, в тощей — меньше, а в подвздошной — ещё меньше. Скорость стремительной (пропульсивной) волны 7—21 см/с.
Перистальтическая активность стимулируется поступлением переваренной пищи из желудка в двенадцатиперстную кишку. Перистальтическая активность чередуется с сегментирующей, в результате чего достигается адекватное перемешивание химуса и обеспечивается полноценное всасывание пищевых веществ.

### Ретроградная перистальтика
Кроме моторных волн, распространяющихся в направлении толстой кишки, в тонкой кишке иногда генерируются ретроградные сокращения, распространяющиеся в направлении желудка (так называемая антиперистальтика). Мигрирующие моторные комплексы ретроградной перистальтики могут появляться в середине подвздошной кишки и достигать двенадцатиперстной кишки. Ретроградные волны регистрируются в тонкой кишке, в частности, после приёма рвотных средств.
Ретроградные сокращения не являются физиологичными для тонкой кишки и их наличие может свидетельствовать о какой-либо патологии.

### Ритмическая сегментация
Ритмическая сегментация представляет собой обширные ритмические сокращения циркулярного мышечного слоя отдельных участков тонкой кишки, направленные на перемешивание химуса (переваренной пищи) в пределах одного такого сегмента ЖКТ. Каждым следующим сокращением содержимое кишки делится на части, образуя новый сегмент кишки, содержимое которого состоит из химуса двух половин бывших сегментов.

### Маятникообразные сокращения
Маятникообразные сокращения тонкой кишки обеспечиваются продольными мышцами с участием циркулярных мышц. Их следствием является перемещение химуса вперед — назад и слабое поступательное движение его в направлении толстой кишки.
Частота маятникообразных сокращений определяется частотой медленных волн и составляет (у человека): в двенадцатиперстной кишке — 10—12 циклов в минуту, в тощей — 9—12, в подвздошной — 6—8.

### Тонические сокращения
Тонические сокращения — длительные сокращения с малым быстродействием, длятся несколько минут и не обусловлены внешним воздействием. Тонические сокращения суживают просвет кишки на большом её протяжении. Они могут иметь локальный характер или перемещаться с очень малой скоростью.
Различают два вида тонуса тонкой кишки:
- Тетанический тонус — результат слияния последовательных фазовых сокращений. Тетанический тонус зависит от фазовой активности (от частоты медленных волн и потенциалов действия).
- Специфический тонус, регулируемый, предположительно химическими процессами и не связанный с медленными волнами и активностью потенциалов действия[1].

### Мигрирующий моторный комплекс
Циклическая, стереотипно повторяющаяся сократительная активность в межпищеварительный период называется мигрирующим моторным комплексом. Сокращения, возникающие в рамках мигрирующего моторного комплекса, обеспечивают продвижение по пищеварительному тракту остатков пищи, слизи, бактерий, пищеварительных соков. Гладкомышечная активность, составляющая мигрирующий моторный комплекс, возникает в теле желудка и примерно со скоростью 5 см в минуту продвигается («мигрирует») в проксимальном направлении (к более нижним отделам ЖКТ). Общая продолжительность цикла мигрирующего моторного комплекса — около 90—120 минут.
Мигрирующий моторный комплекс у здоровых людей отличается постоянством характеристик и состоит из циклически повторяющихся фаз: фазы покоя (продолжительностью около 40-60 % времени всего цикла), фазы нарастания моторной активности (20-30 %) и фазы интенсивных ритмических сокращений.

## Регуляция моторики тонкой кишки
Моторика тонкой кишки регулируется расположенными в ней сплетениями энтеральной нервной системы, наиболее важную роль из которых играют ауэрбахово (межмышечное) и мейсснерово (подслизистое) сплетения.

## Исследование моторики тонкой кишки

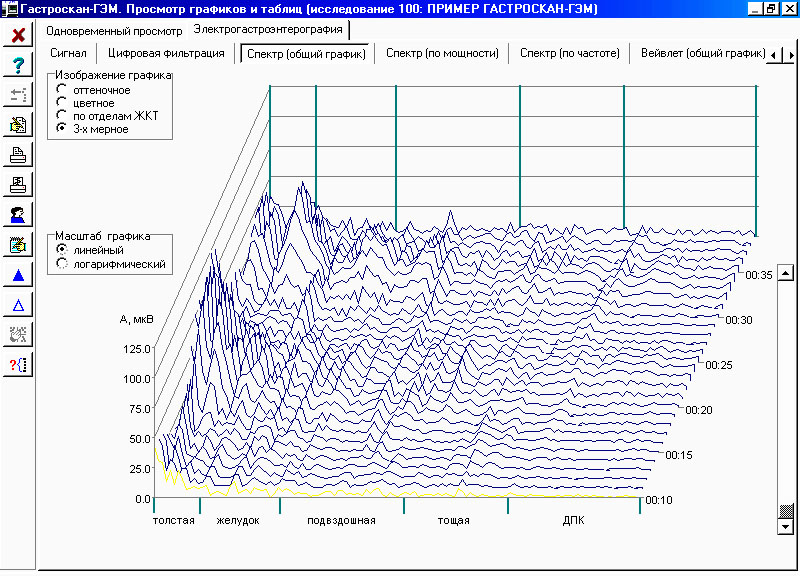
Электрогастроэнтерограмма (ЭГЭГ) ЖКТ человека, включающая ЭГЭГ двенадцатиперстной, тощей и подвздошной кишок

### Электрогастроэнтерография
Электрогастроэнтерография — неинвазивный метод, основанный на записи с поверхности тела пациента электрических потенциалов, производных от медленных волн, позволяющий оценить состояние моторно-эвакуаторной функции разных отделов желудочно-кишечного тракта, в том числе отделов тонкой кишки: двенадцатиперстной, тощей и подвздошной. «Стандартная» методика предполагает двукратную запись электрогастроэнтерограммы: на голодный желудок и после приёма тестового завтрака. «Суточная» электрогастроэнтерография позволяет оценить моторику ЖКТ в разные периоды суток.

### Рентгенологический метод
В основе рентгенологического метода лежит введение перорально рентгеноконтрастного вещества (обычно для этого используют взвесь на основе сульфата бария). В норме через 2,5 часа начинается поступление бариевой взвеси в слепую кишку. Ускорение или замедление эвакуации взвеси свидетельствует о нарушении моторной функции тонкой кишки. Другим вариантом рентгенологического исследования тонкой кишки является чреззондовая энтерография. Рентгеноконтрастное вещество вводится с помощью зонда, предварительно введенного через рот в тощую кишку. Заполнение петель кишки проводят под рентгеновским контролем, выполняя снимки в разных положениях пациента.

### Манометрия
Манометрия является наиболее информативным методом исследования моторики полых органов. В исследуемый отдел вводится измеритель давления (датчик): водно-перфузионный катетер, твердотельный датчик или баллон с накачанным воздухом. Измеренные величины передаются в записывающую и обрабатывающую аппаратуру. Манометрия по водно-перфузионной технологии широко применяется при исследовании пищевода, желудка и двенадцатиперстной кишки, однако исследование подвздошной кишки и прилегающей к ней части тощей кишки манометрическим методом затруднительно из-за проблем с введением измерителя давления.